# Henry Kapférer
Henry Kapferer, né à Paris le 2 octobre 1870, et mort à Boulogne-Billancourt le 25 novembre 1958, est un ingénieur et aviateur français.

## Biographie
Fils de l’industriel Louis Kapferer, il est né le 2 octobre 1870 à Paris 1er. Petit-neveu de Henry Deutsch de la Meurthe, il entre à l’École des Mines de Paris en 1891 avant d’être chargé de l’exploration pétrolière pour la famille Deutsch de la Meurthe. Il voyage donc à travers l’Amérique du Nord, le Caucase, les îles de la Sonde et le Japon. En 1893 il embarque comme chauffeur sur Le Lion, premier pétrolier dont le moteur fonctionne au pétrole.
En 1901, il effectue la première traversée de l’île de Sumatra en automobile, une Renault de 3,5 chevaux.
De retour en France, il est attiré par l’aéronautique et entre à la Société Astra de constructions aéronautiques, dirigée par Édouard Surcouf et Henry Deutsch de la Meuthe, dont il deviendra administrateur. En 1902, il y introduit les hélices horizontales destinées à améliorer la stabilité des dirigeables et expérimente en 1905 un modèle réduit à l'origine des planeurs.
Acquéreur d'un des premiers biplans Voisin, fin 1906, il ne réussit pas à le faire décoller faute de moteur assez puissant : son moteur Antoinette de 50 chevaux avait été remplacé par un Buchet de 25 chevaux, qui ne produisait que 15 chevaux. Deux ans plus tard, il fait construire par Louis Paulhan un biplan qu'il équipe d'un tandem REP de 35 chevaux et avec lequel il fait quelques bonds.
Commissaire de l’Aéro-Club de France, il rédige le procès-verbal du vol historique de Henry Farman le 13 janvier 1908, après avoir lui-même effectué une tentative infructueuse pour remporter le prix Deutsch-Archdeacon récompensant le premier vol en circuit fermé sur un kilomètre. En 1910, il est un des contributeurs à la construction du premier aéroport suisse à Lucerne où il fait voler l'Astra Ville de Lucerne, et sur l'Astra Ville de Paris il fera découvrir à des personnalités françaises et étrangères les plaisirs du vol.
Pilote des dirigeables qu’il conçoit chez Astra, il participe aussi au développement de la Compagnie générale transaérienne, passe son brevet de pilote d’aéroplane en 1912 et se lance à son tour dans la réalisation d’avions. Le premier est un biplan à ailes en tandem et moteur REP de 50 chevaux.
En 1916, il épouse Simone Marx qui lui donnera trois enfants : Claude, Olivier et Micheline. L'année suivante, il entreprend des aménagements et agrandissements dans son hôtel particulier de la rue de Pomereu dans le 16e arrondissement de Paris, qu'il confie à l'architecte Joachim Richard (1869-1960). En 1918, il fait réaliser la décoration de sa demeure du quai de Boulogne, à Boulogne-sur-Seine, par l'architecte décorateur et peintre Louis Süe et ses collaborateurs, Paul Véra et Richard Georges Desvallières.
En 1920, la Société anonyme des établissements Nieuport et la Société Astra de constructions aéronautiques, appartenant toutes deux à la famille Deutsch de la Meurthe, fusionnent pour former la Société anonyme Nieuport–Astra.  En 1922, il associe Sadi Lecointe à la construction d'une aile volante. Henry Kapferer reste responsable des dirigeables Astra jusqu’à la disparition du département Astra en 1925. Il a participé au total à la réalisation de 44 dirigeables.
Pratiquant régulièrement les sports nautiques, le ski ou le camping, Henry Kapferer fut tout au long de sa vie un passionné des sports mécaniques. Inventeur de la Suivante KAP, une remorque automobile à roue orientable pour faciliter la marche arrière, il effectue encore, en 1949, le trajet Paris-Périgueux en Vélosolex.
Il fut administrateur de la Société générale d'aéronautique, ainsi que de la Société transports automobiles industriels et commerciaux, et président de l'Union des industriels de l'aéronautique.

## Décorations
- Commandeur de la Légion d'honneur

## Sources
- Archives de l'ENSMP[Quoi ?]